# Barons de Cleveland (1937-1972)
Pour les articles homonymes, voir Barons de Cleveland.
Les Barons de Cleveland  sont une franchise de la Ligue américaine de hockey de hockey sur glace en Amérique du Nord. L’équipe jouait ses matchs à Cleveland dans l’État de l’Ohio aux États-Unis dans la patinoire du Cleveland Arena.

## Historique
Plusieurs équipes de Cleveland ont porté le nom de Barons mais celle qui a connu le plus de succès est l’équipe qui a évolué dans la Ligue américaine de hockey entre 1937 et 1973. Entre ces deux années, la franchise a gagné dix titres de divisions et neuf Coupes Calder, la récompense ultime de la LAH. Seuls les Bears de Hershey ont un palmarès équivalent dans l’histoire de la LAH avec douze titres de division et neuf coupes Calder également.
Les débuts de la franchise datent de la saison 1929-1930 de la Ligue internationale de hockey avec les Indians de Cleveland. Les Indians jouent pendant cinq saisons dans la LIH avant de changer de nom et devenir les Falcons de Cleveland. Il faut encore attendre trois saisons avant de voir l’équipe prendre officiellement le nom de Barons de Cleveland pour le début de la saison 1937-1938. L’équipe prend part au championnat de la Ligue américaine de hockey qui se nomme alors International American Hockey Ligue, nom qu’elle garde jusqu’en 1940.
Dès la première saison de la LAH, l’équipe dirigée depuis le début par Bill Cook gagne la finale des séries éliminatoires et la Coupe Calder. Jusqu’à la fin de la saison 1942-1943, Bill Cook reste derrière le banc des Barons. Il est remplacé par son frère Bun qui gagne à cinq reprises la Coupe Calder : en 1945, 1948, 1951, 1953 et 1954.
Après la finale perdue en 1956, Jack Gordon remplace Cook en tant qu’entraîneur et gagne dès sa première saison la Coupe Calder mais après cinq défaites au premier tour des séries, il est démis de ces fonctions et est remplacé par Fred Glover qui reste encore six saisons en place et gagne la neuvième et dernière Coupe Calder de l’histoire de la franchise. Lors des quatre dernières saisons de la franchise, différents entraîneurs se succèdent derrière le banc et l’équipe ne retrouve plus le succès.
Pendant plusieurs années, l’équipe est la propriété de Al Sutphin, propriétaire de la société Braden-Sutphin Ink Company basée à Cleveland.  Sutphin, réel amoureux du sport en général, est alors connu pour son habitude de payer des salaires supérieurs à ceux pratiqués dans la Ligue nationale de hockey. Ainsi, certains joueurs de hockey professionnels préfèrent rester jouer en ligues mineures plutôt que de jouer dans la LNH. Il profite également de sa fortune pour construire la patinoire Cleveland Arena, une des plus grandes salles d’Amérique du Nord à l’époque.
Au début des années 1950, la LNH accorde à la ville de Cleveland une place dans son championnat mais des problèmes financiers empêchent finalement la franchise de se créer et entre les années 1940 et 1950, les Barons jouent une majorité de leurs matchs devant des salles combles.
En 1972, l’Association mondiale de hockey se créée et la franchise des Crusaders de Cleveland vient voler la vedette à l'équipe qui doit alors déposer le bilan. En effet, l’équipe de l’AMH engage un bon nombre d’anciens joueurs de la Ligue nationale de hockey et le propriétaire des Barons, Nick Mileti, étant également celui des Crusaders, il décide de déménager la vieille franchise à Jacksonville en Floride en février 1973 pour créer les Barons de Jacksonville.

## Statistiques
| No | Saison    | PJ | V  | D  | N  | BP  | BC  | Pts | Classement         | Séries éliminatoires    | Entraîneur                    |
| -- | --------- | -- | -- | -- | -- | --- | --- | --- | ------------------ | ----------------------- | ----------------------------- |
| 1  | 1937-1938 | 48 | 25 | 12 | 11 | 126 | 114 | 61  | 1er division Ouest | Défaite au second tour  | Bill Cook                     |
| 2  | 1938-1939 | 54 | 23 | 22 | 9  | 145 | 138 | 55  | 3e division Ouest  | Coupe Calder            | Bill Cook                     |
| 3  | 1939-1940 | 56 | 24 | 24 | 8  | 127 | 130 | 56  | 4e division Ouest  | Non qualifiés           | Bill Cook                     |
| 4  | 1940-1941 | 56 | 26 | 21 | 9  | 177 | 162 | 61  | 1er division Ouest | Coupe Calder            | Bill Cook                     |
| 5  | 1941-1942 | 56 | 33 | 19 | 4  | 174 | 152 | 70  | 3e division Ouest  | Défaite au second tour  | Bill Cook                     |
| 6  | 1942-1943 | 56 | 21 | 29 | 6  | 190 | 196 | 48  | 6e LAH             | Défaite au second tour  | Bill Cook                     |
| 7  | 1943-1944 | 54 | 33 | 14 | 7  | 224 | 176 | 73  | 1er division Ouest | Défaite en finale       | Frederick Cook                |
| 8  | 1944-1945 | 60 | 34 | 10 | 16 | 256 | 199 | 78  | 1er division Ouest | Coupe Calder            | Frederick Cook                |
| 9  | 1945-1946 | 62 | 28 | 26 | 8  | 269 | 254 | 64  | 3e division Ouest  | Finalistes              | Frederick Cook                |
| 10 | 1946-1947 | 64 | 38 | 18 | 8  | 272 | 215 | 84  | 1er division Ouest | Défaite au premier tour | Frederick Cook                |
| 11 | 1947-1948 | 68 | 43 | 13 | 12 | 332 | 197 | 98  | 1er division Ouest | Coupe Calder            | Frederick Cook                |
| 12 | 1948-1949 | 68 | 41 | 21 | 6  | 286 | 251 | 88  | 3e division Ouest  | Défaite au second tour  | Frederick Cook                |
| 13 | 1949-1950 | 70 | 45 | 15 | 10 | 357 | 230 | 100 | 1er division Ouest | Finalistes              | Frederick Cook                |
| 14 | 1950-1951 | 71 | 44 | 22 | 5  | 281 | 221 | 93  | 1er division Ouest | Coupe Calder            | Frederick Cook                |
| 15 | 1951-1952 | 68 | 44 | 19 | 5  | 265 | 166 | 93  | 2e division Ouest  | Défaite au premier tour | Frederick Cook                |
| 16 | 1952-1953 | 64 | 42 | 20 | 2  | 248 | 164 | 86  | 1er LAH            | Coupe Calder            | Frederick Cook                |
| 17 | 1953-1954 | 70 | 38 | 32 | 0  | 269 | 227 | 76  | 3e LAH             | Coupe Calder            | Frederick Cook                |
| 18 | 1954-1955 | 64 | 32 | 29 | 3  | 254 | 222 | 67  | 2e LAH             | Défaite au premier tour | Frederick Cook                |
| 19 | 1955-1956 | 64 | 26 | 31 | 7  | 225 | 231 | 59  | 4e LAH             | Finalistes              | Frederick Cook                |
| 20 | 1956-1957 | 64 | 35 | 26 | 3  | 249 | 210 | 73  | 3e LAH             | Coupe Calder            | Jack Gordon                   |
| 21 | 1957-1958 | 70 | 39 | 28 | 3  | 232 | 163 | 81  | 2e LAH             | Défaite au premier tour | Jack Gordon                   |
| 22 | 1958-1959 | 70 | 37 | 30 | 3  | 261 | 252 | 77  | 2e LAH             | Défaite au premier tour | Jack Gordon                   |
| 23 | 1959-1960 | 72 | 34 | 30 | 8  | 267 | 229 | 76  | 4e LAH             | Défaite au premier tour | Jack Gordon                   |
| 24 | 1960-1961 | 72 | 36 | 35 | 1  | 231 | 234 | 73  | 3e LAH             | Défaite au premier tour | Jack Gordon                   |
| 25 | 1961-1962 | 70 | 39 | 28 | 3  | 255 | 203 | 81  | 1er division Ouest | Défaite au premier tour | Jack Gordon                   |
| 26 | 1962-1963 | 72 | 31 | 34 | 7  | 270 | 253 | 69  | 2e division Ouest  | Défaite au second tour  | Frederick Glover              |
| 27 | 1963-1964 | 72 | 37 | 30 | 5  | 239 | 207 | 79  | 3e division Ouest  | Coupe Calder            | Frederick Glover              |
| 28 | 1964-1965 | 72 | 24 | 43 | 5  | 228 | 285 | 53  | 4e division Ouest  | Non qualifiés           | Frederick Glover              |
| 29 | 1965-1966 | 72 | 38 | 32 | 2  | 243 | 217 | 78  | 2e division Ouest  | Défaite en finale       | Frederick Glover              |
| 30 | 1966-1967 | 72 | 36 | 27 | 9  | 284 | 230 | 81  | 3e division Ouest  | Défaite au premier tour | Frederick Glover              |
| 31 | 1967-1968 | 72 | 28 | 30 | 14 | 236 | 255 | 70  | 4e division Ouest  | Non qualifiés           | Frederick Glover              |
| 32 | 1968-1969 | 74 | 30 | 32 | 12 | 213 | 245 | 72  | 2e division Ouest  | Défaite au premier tour | Floyd Curry Jack Gordon       |
| 33 | 1969-1970 | 72 | 23 | 33 | 16 | 222 | 255 | 62  | 4e division Ouest  | Non qualifiés           | Jack Gordon                   |
| 34 | 1970-1971 | 72 | 39 | 26 | 7  | 272 | 208 | 85  | 2e division Ouest  | Défaite au second tour  | Parker MacDonald John Muckler |
| 35 | 1971-1972 | 76 | 32 | 34 | 10 | 269 | 263 | 74  | 4e division Ouest  | Défaite au premier tour | John Muckler                  |

### Records d’équipes
Cette section présente les records des meilleurs joueurs de la franchise durant ses quarante saisons d’existence.
- Sur une saison
  - Buts : Louis Trudel, 45 en 1945
  - Passes : Fred Glover, 69 en 1960
  - Points : Glover, 107 en 1960
- Totalité des saisons
  - Buts : Glover, 410
  - Passes:  Glover, 695
  - Points : Glover, 1 105
  - Minutes de pénalité :  Glover, 2 164
  - Victoires en tant que gardien : Johnny Bower, 284
  - Blanchissages : Bower, 38
  - Plus grand nombre de matchs joués : Bill Needham, 981